# شيلا بندر
شيلا بندر (بالإنجليزية: Sheila Bender)‏ هي كاتِبة وشاعرة أمريكية، ولدت في 6 مارس 1948 في ريتشموند في الولايات المتحدة.

## وصلات خارجية
- الموقع الرسمي